# Allan Trubitt
Allen R. Trubitt (Chicago, Illinois, 24 augustus 1931) is een Amerikaans componist en muziekpedagoog.

## Biografie
Trubitt studeerde aan de Roosevelt Universiteit in Chicago, Illinois, waar hij zijn Bachelor of Music Education in 1953 en zijn Master of Music Education in 1954 behaalde. Hij deed verdere studies aan de Indiana University in Bloomington, Indiana, waar hij in 1964 promoveerde. Hij werd docent en later professor voor compositie en muziektheorie aan de Universiteit van Pennsylvania in Philadelphia en vanaf 1964 aan de Universiteit van Hawaï in Manoa. Aan de laatste universiteiten is hij Professor Emeritus of Music. In 1988 was hij kandidaat voor Presidential Citation for Meritorious Teaching.

## Composities

### Werken voor orkest
- 1998 Birds of Passage, voor sopraan, gemengd koor en orkest - tekst: Henry W. Longfellow

### Werken voor harmonieorkest
- Concertpiece, voor klarinet en harmonieorkest
- Lingua franca
- Mauri

### Kamermuziek
- 1997 Troppo breve, voor viool, cello en piano

### Pedagogische werken
- The Shaping of Musical Elements, Volume I, Schirmer Books; February 1992, 337 p. ISBN 0028720806
- The Shaping of Musical Elements, Volume II, Schirmer Books; February 1992, 429 p. ISBN 0028721209